# Județul Ciuc (interbelic)
Județul Ciuc a fost o unitate administrativă de ordinul întâi din Regatul României, aflată în regiunea istorică Transilvania. Reședința județului era orașul Miercurea Ciuc.

## Întindere

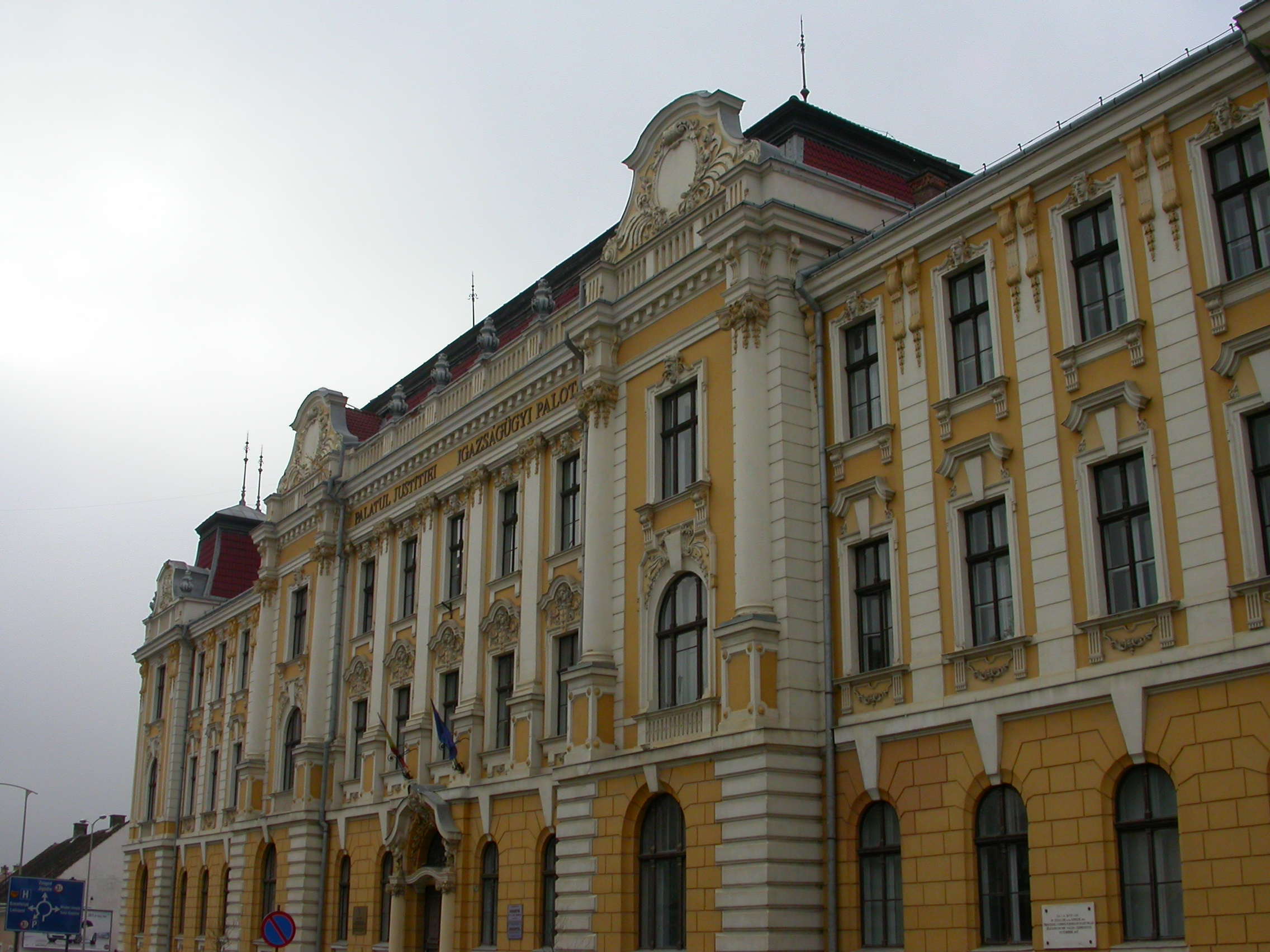
Clădirea Tribunalului județului Ciuc din perioada interbelică. Clădirea-monument istoric, construită în anul 1904 și situată pe Str. Endre Szász nr. 6, este cunoscută în prezent ca Palatul de Justiție din Miercurea Ciuc și găzduiește Tribunalul județului Harghita.

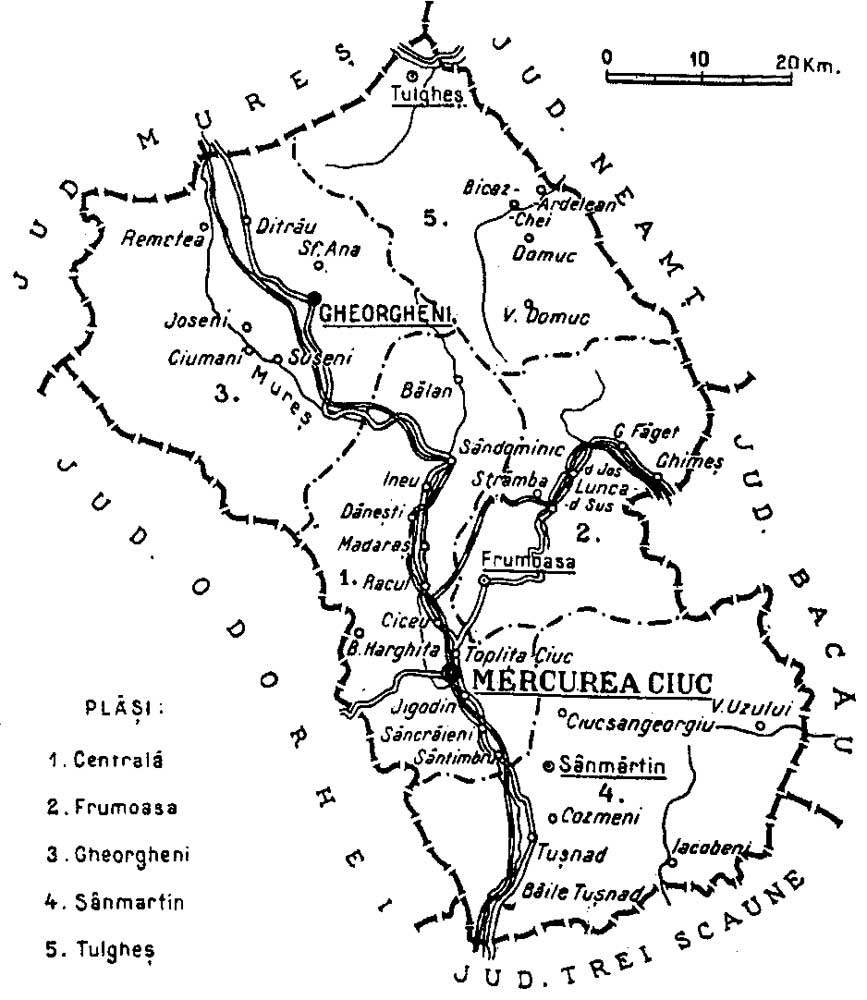
Harta județului, cu dispunerea și denumirea plășilor, în anul 1938.

Județul se afla în partea centrală a României Mari, în estul regiunii Transilvania. În prezent teritoriul lui cuprinde mare parte din actualul județ Harghita. Se învecina la vest cu județul Odorhei, la nord cu județul Mureș, la est cu județele Neamț și Bacău, iar la sud cu județul Trei Scaune.

## Organizare
Teritoriul județului era împărțit inițial în patru plăși:
1. Plasa Centrală,
2. Plasa Frumoasa,
3. Plasa Gheorgheni și
4. Plasa Sân-Mărtin.

Ulterior a fost înființată a cincea plasă:
1. Plasa Tulgheș.

## Populație
Conform datelor recensământului din 1930 populația județului era de 145.806 de locuitori, dintre care 82,7% maghiari, 14,4% români, 1,6% evrei, ș.a. Din punct de vedere confesional marea majoritate a locuitorilor s-au declarat romano-catolici (81,3%), urmați de greco-catolici (13,8%), mozaici (1,7%), reformați (1,3%), ortodocși (1,3%) ș.a.

### Mediul urban
În 1930 populația urbană a județului era de 15.162 locuitori, dintre care 83,8% maghiari, 8,1% români, 5,6% evrei ș.a. Din punct de vedere confesional orășenimea era alcătuită din 78,9% romano-catolici, 5,9% mozaici, 4,5% greco-catolici, 4,2% reformați, 4,0% ortodocși, 1,2% armeano-catolici ș.a.

## Materiale documentare

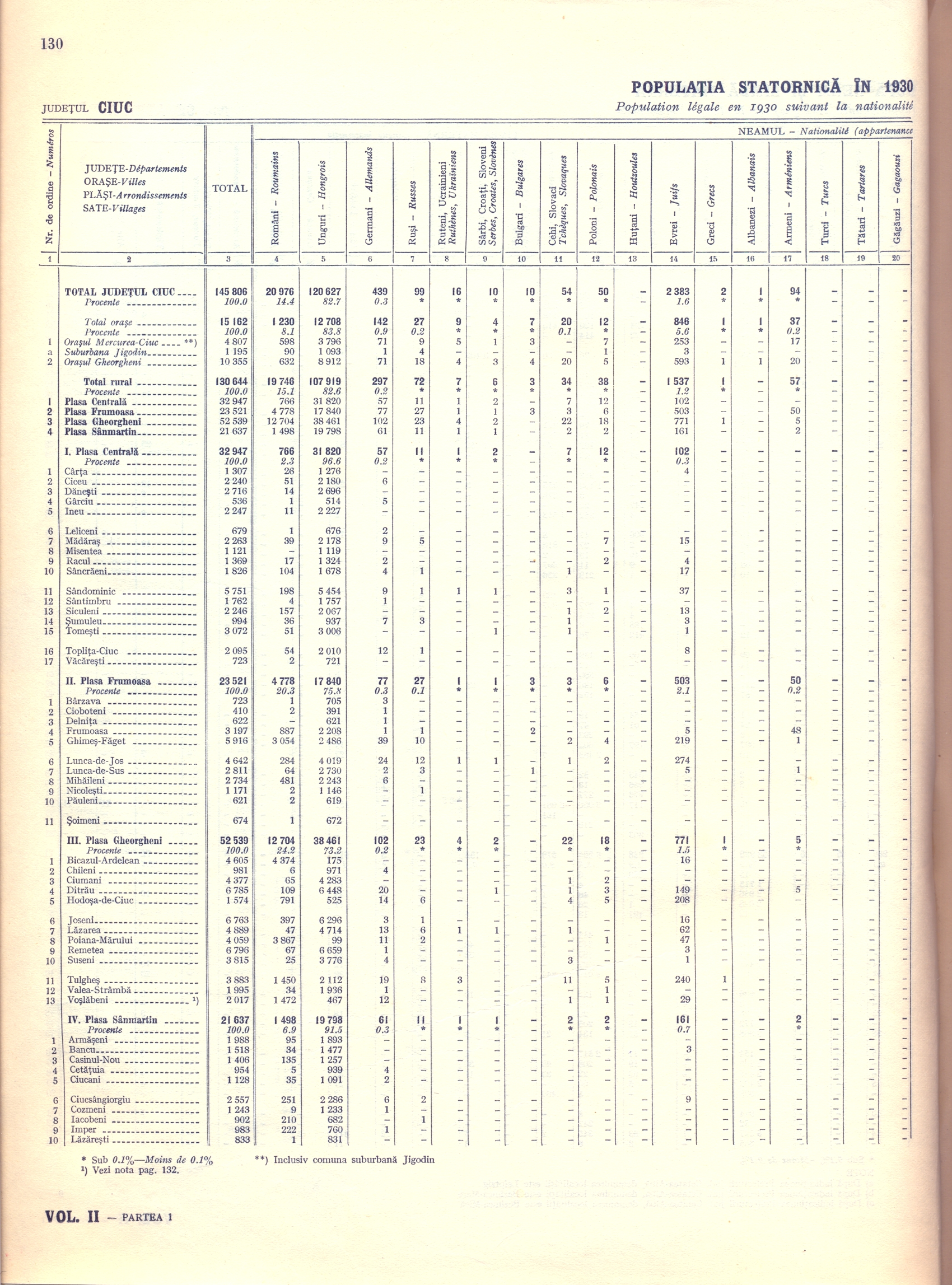
Populația județului în anul 1930, după etnie și limbă maternă
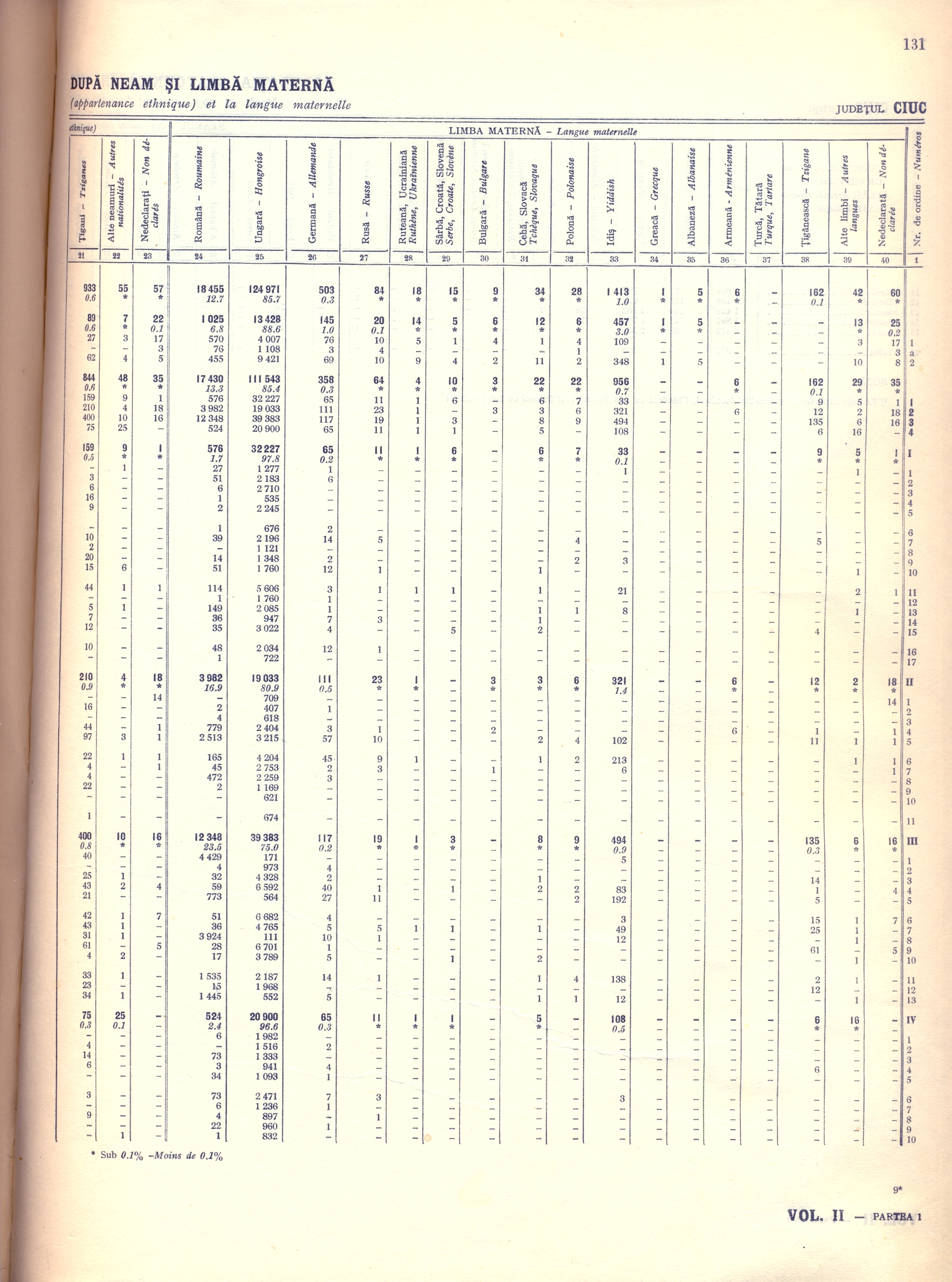
Populația județului în anul 1930, după etnie și limbă maternă
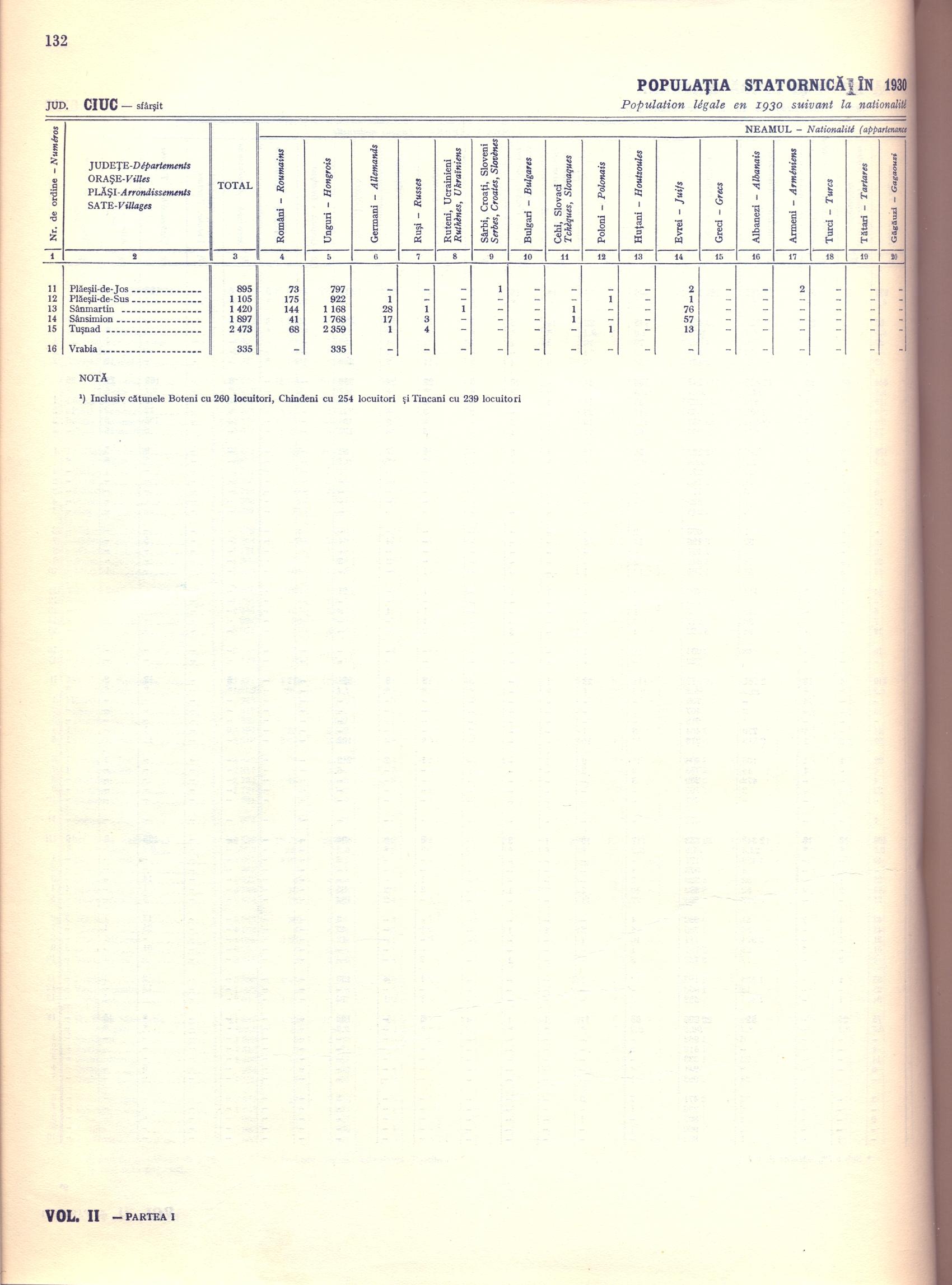
Populația județului în anul 1930, după etnie și limbă maternă
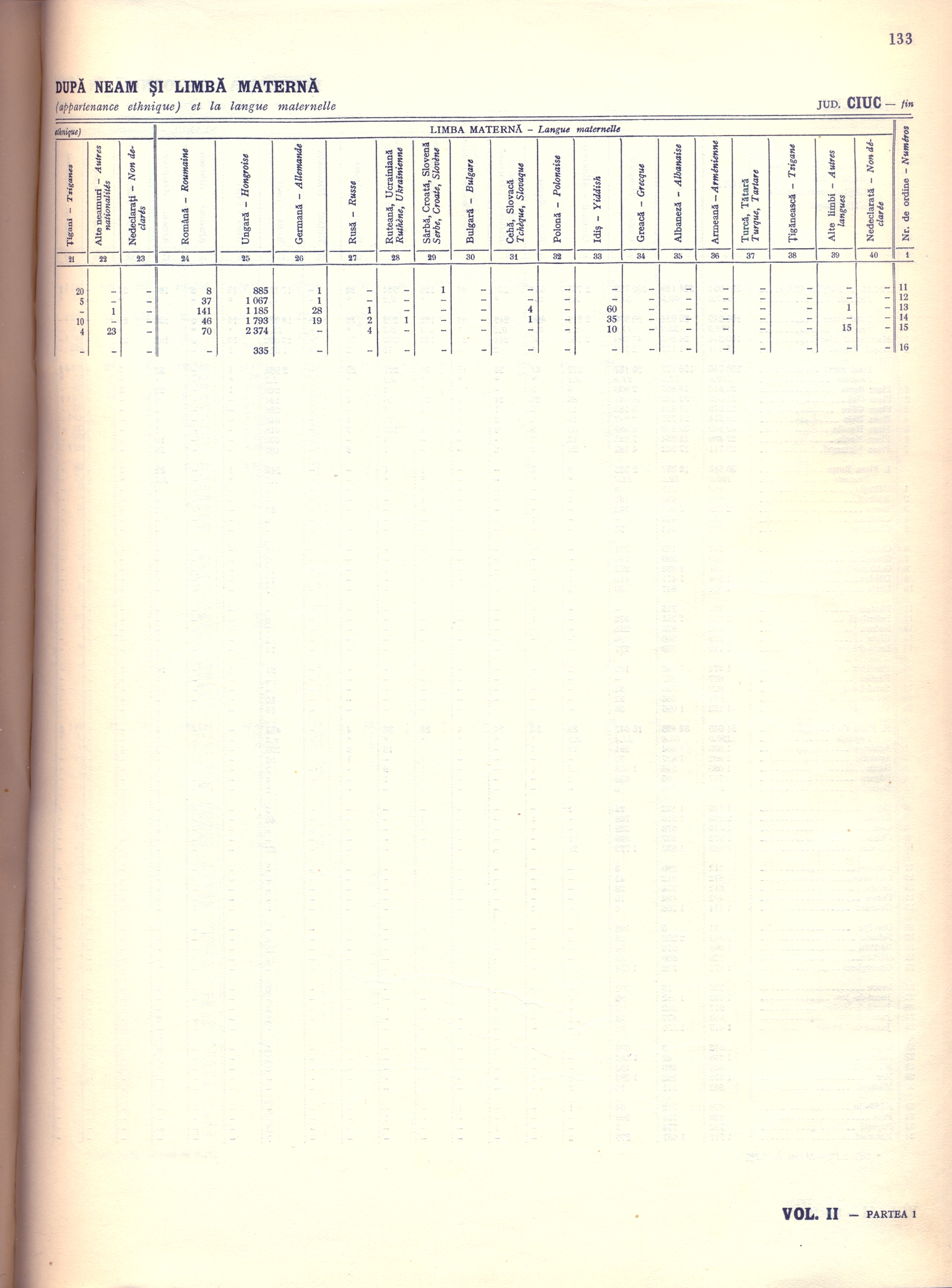
Populația județului în anul 1930, după etnie și limbă maternă
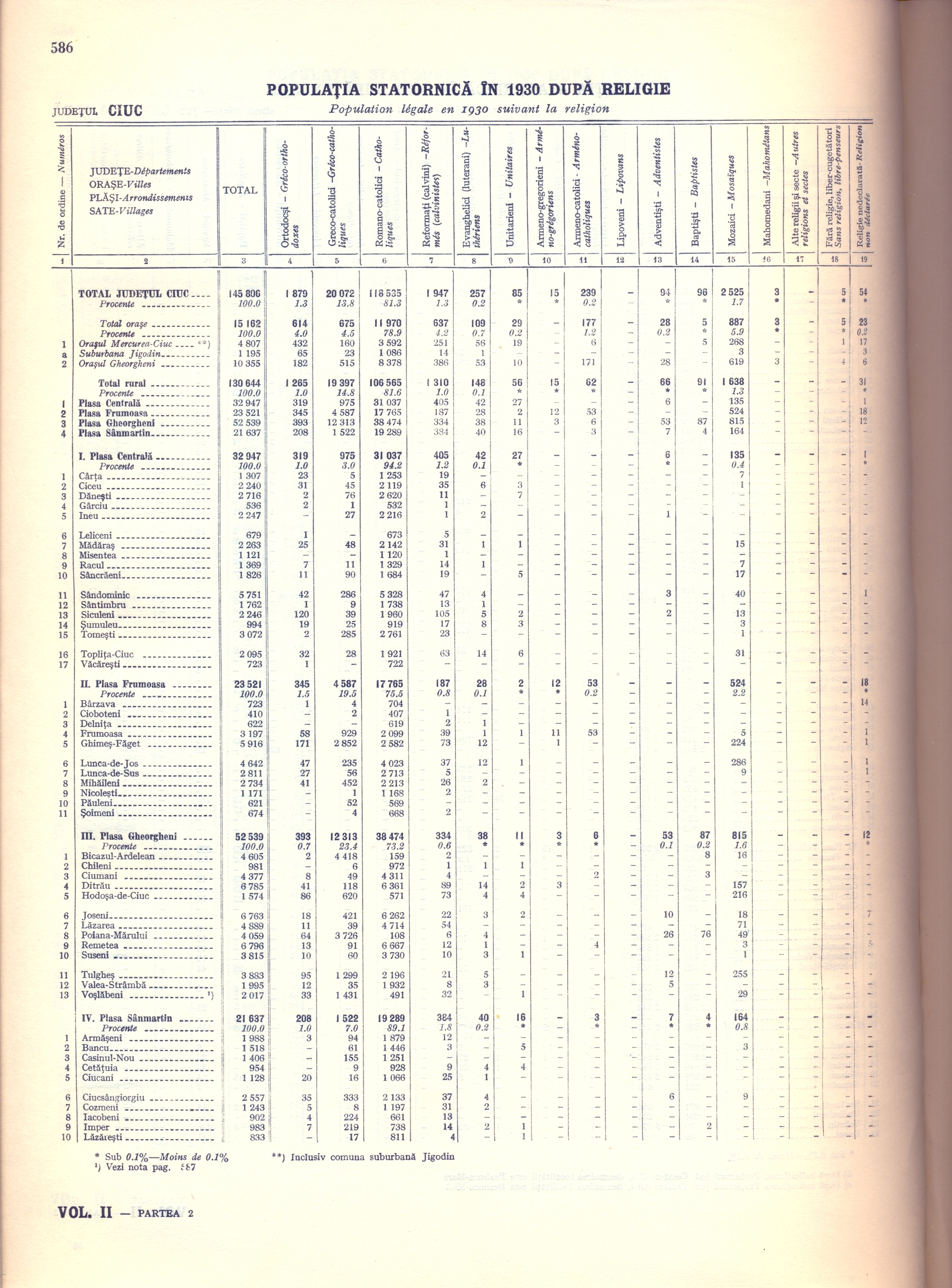
Populația județului în anul 1930, după religie
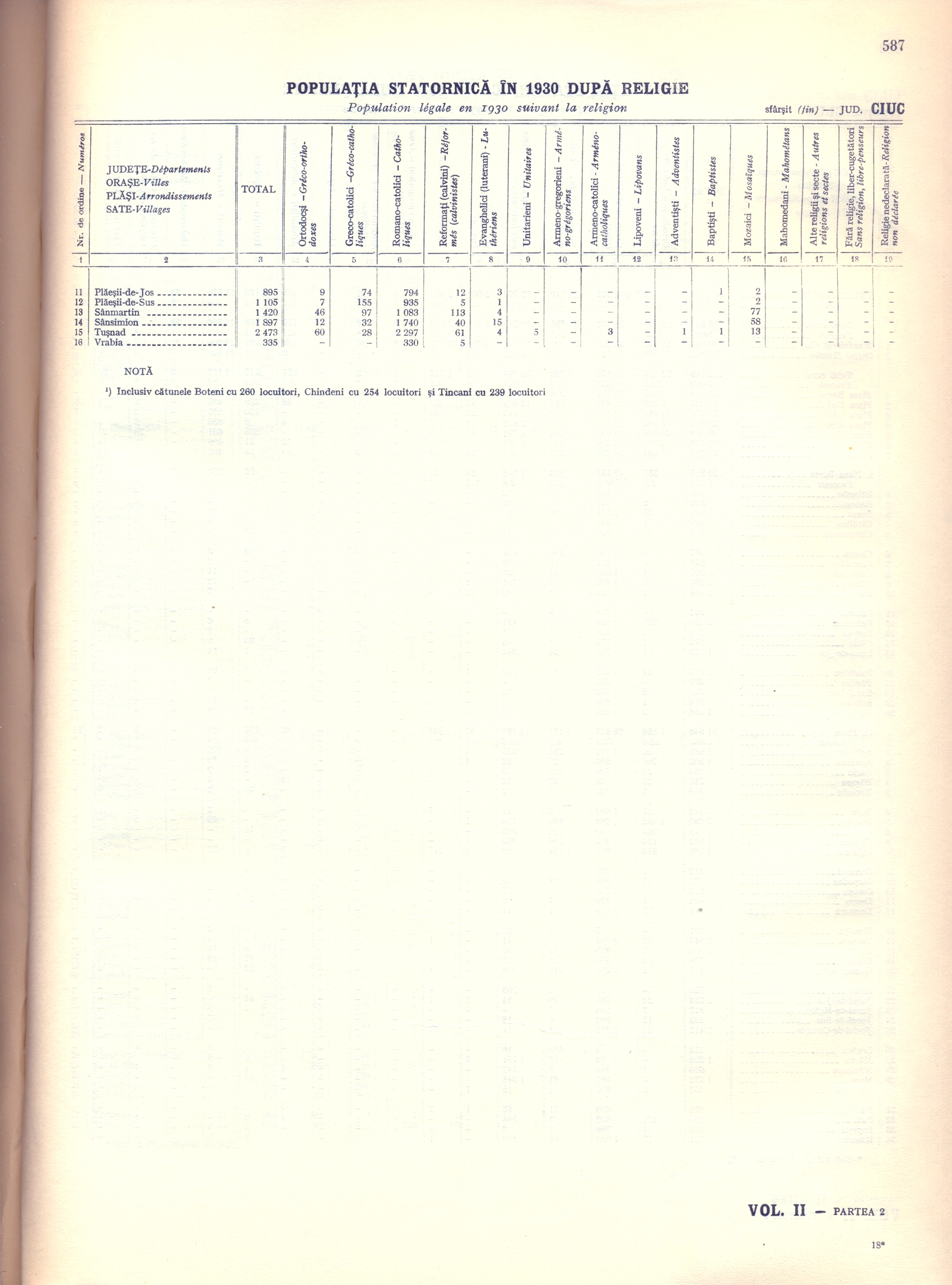
Populația județului în anul 1930, după religie